# Yavneel
Yavneel (în ebraică יַבְנְאֵל) este o așezare rurală necooperatistă (moshavá) și un „consiliu local” în Districtul de nord al Israelului, în sud-estul Galileei de jos. 
Înființată la 7 octombrie 1901 (27 Tishrei 5662) de coloniști repatrianți evrei, este una din cele mai vechi așezări rurale evreiești fondate în Palestina istorică în perioada modernă. În 1951 a fost declarată „consiliu local” .Acesta numără  patru așezări învecinate   :Yavneel, Beit-Gan și moșavurile Mishmar Hashloshá și Smadar. Yavneel numără 4.243 locuitori (2019)

## Poziția geografică
Yavneel se află în partea vestică a Depresiunii Yavneel,  la poalele versanților de est ai Munților Yavneel și Adami, la 8-9 km sud-vest de orașul Tiberias, pe șoseaua 767 - ulterior 79, care leagă așezarea Kfar Tavor de așezarea Kineret.

## Istoria

### Antichitate
În zonă se află vestigii din Epoca Bronzului Târziu, din Epoca Fierului (Tel In'am), 
În Biblie, în Cartea Iosua 19, 33, este menționat un loc numit Yavneel în teritoriul tribului israelit Naftali și care este identificat cu colina Tel In'am de lângă Yavneel. 
„Hotarul lor (n.n. a fiilor lui Naftali) mergea de la Helef și de la dumbrava cea din Țaananim către Adami-Necheb și Iabneel, până la Lacum și se sfârșea la Iordan”
În Talmudul ierusalimic, tratatul Meghila 1,1 conține un șir de nume contemporane ale locurilor de mai sus, între care Kfar Yamma -corespunde Yavneelului. 
„De la Helef - Helef, De la Alon - Ayalon, din Tzaananim - Aganiya Dekadesh, Adami - Damin, Hanekev - Tzaydata. și Yavneel - Kfar Yamma, până la Lakum - Lokim”
 . Aici, după Talmud au activat învățați evrei amoraim din a patra generație. Josephus Flavius (Yosef ben Matityahu) cunoștea locul sub numele Iamnia (a nu se confunda cu Yavne). 
În anii 1920 Aapeli Sarisalo a descoperit în Hirbet Yamma un rest de prag de ușă purtand reliefuri de svastică dublă, și înfățisând rodii și struguri, un fragment de friză, cu imaginea unei vițe de vie, un fragment de mezuza cu un relief reprezentând un ulcior. Înaintea de aceasta s-a descoperit o inscripție evreiască in limba greacă: „Matityahu ...care a trăit in anii....” .De asemenea s-au descoperit vestigii creștine - un prag de ușă cu o cunună cu cruce, pietre cu cruci. Multe din aceste obiecte s-au pierdut.
În 1988 săpăturile lui Harold Liebowitz ș.a. au găsit un rest de paviment cu mozaic colorat din perioada bizantină. La Hirbet Yamma s-au descoperit și vestigii din epoca Persiei Ahemenide, urme de așezare romană, cu clădiri, coloane,  etc, precum și obiecte de lut din perioada arabă.

### Evul Mediu
S-au găsit și urme din Perioada Musulmană timpurie (634-1099) (a Califatelor arabe) și din Epoca Mamelucă.
O clădire excavată, ridicată în timpul Califilor Omeiazi a continuat să fie locuită și în perioada Califatului Abbasid (sec.al VIII-lea-X-lea)  

### Satul arab Yemma
În timpul dominației otomane a ființat în aceste locuri satul arab Yemma, menționat într-un defter otoman din anul 1555-1556  
El făcea parte din nahiya Tabariyya (Tiberiada) din liwa Safad, pământurile sale fiind desemnate ca pământ "timar", adică reprezenta, în acel moment, o concesiune din partea Imperiului Otoman.  
Așezarea este pomenită și pe o hartă de Pierre Jacotin din timpul Campaniei lui Napoleon în Egipt si Siria în 1799. 
În 1875 Victor Guérin a vizitat și descris satul ca fiind în ruină, clădit din bazalt, și aflat intr-o vale roditoare. 
În 1881 delegați ai Fondului de Explorare a Palestinei au vizitat localitatea în cadrul proiectului de explorare a Palestinei de vest (Survey of Western Palestine). Ei au descris Yemma ca având case din piatră de bazalt, o populație de 100 locuitori musulmani, așezată într-o câmpie arabilă. 
Nu existau grădini sau copaci, dar erau în apropiere două izvoare și satul poseda cisterne. La sud-vest de sat intre stâncile văii se mai afla o sursă de apă.

### Satul evreiesc

#### Întoarcerea din Saham Julan

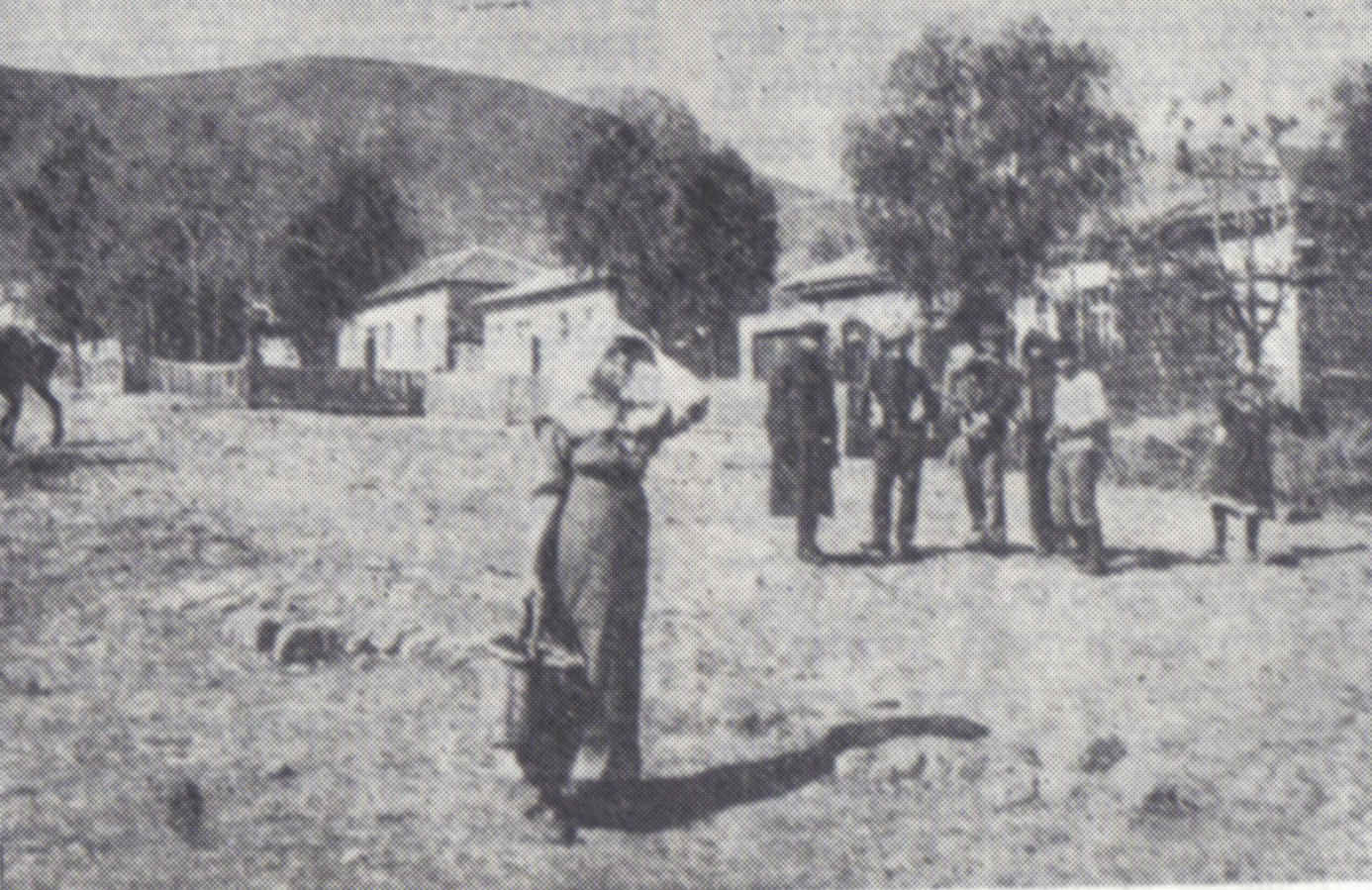
Yavneel în anul 1910

Localitatea a fost creată după eșecul colonizării evreiești în regiunea Hauran. În august 1898 coloniști evrei, oameni religiosi și cu experiență în agricultură, originari din România, Bulgaria și Ucraina, care, în cadrul mișcării Hovevei Tzion (Iubitorii Sionului) și cu sprijinul baronului Edmond de Rothschild  au pus temelia unor așezări agricole in regiunea Hauran, pomenită în Biblie ca Hauran sau Bashan,(azi în sud-vestul Siriei), au trebuit să o părăsească sub presiunea Valiului otoman din Damasc și a vecinilor arabi, după trei ani de eforturi intense. Coloniștii din Bulgaria, sub conducerea lui Itzhak Levi s-au mutat la Tzfat (Safed), iar cei din România, sub conducerea lui Yehiel Berkovich s-au transferat provizoriu la Metula. cele două grupuri amintite, cunoscute ca "oamenii din Saham Julan" au păstrat legătura între ei și așteptau un nou loc de așezare.

#### Fondarea localității

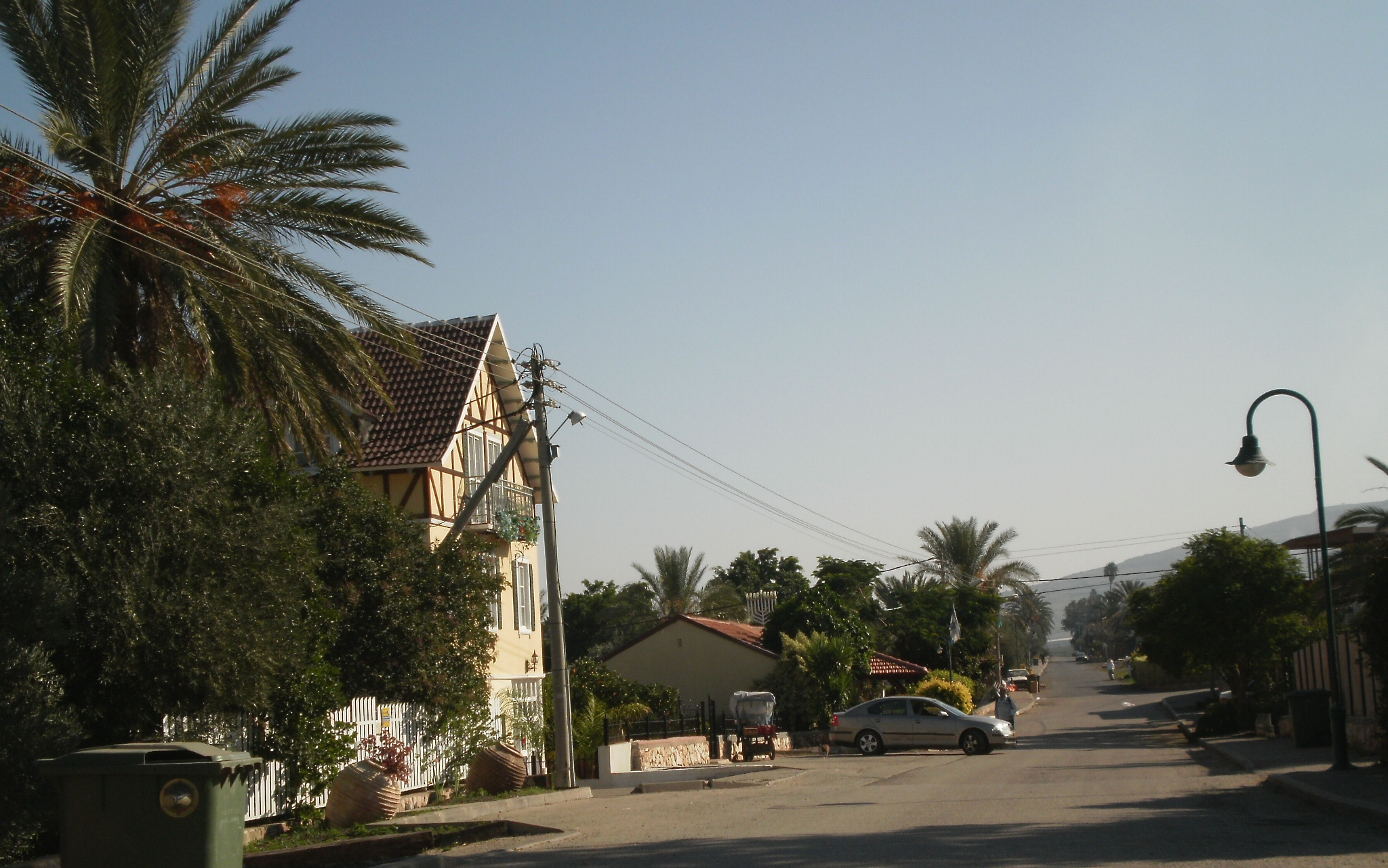
Stradă din Yavneel în 2011

În 1881 Compania JCA (Jewish Colonization Association) (fondată de baronul Maurice de Hirsch) a cumpărat de la tribul beduin Al-Dalaika, cu sprijinul financiar al baronului Rothschild de la Paris, pământuri lângă satul Hirbet Yamma, unde in antichitate se presupune că a existat Kfar Yamma din Talmud sau Yavneel-ul pomenit în Cartea Iosua. În anii 1901-1908 Haim Kalvariski Margaliot, din partea JCA  a contribuit in mare parte la înființarea de așezări in Galileea de Jos, inclusiv in Depresiunea Yavneel. Pământurile achiziționate - 30 de hectare, au fost propuse „oamenilor din Saham Julan” pentru a înființa 40 de gospodării țărănești. Noua așezare a fost numită inițial Yamma, apoi Yavneel (de la verbul bana - a construi, și El - adică divinitatea) după așezarea biblică amintită în cartea Iosua. 
In octombrie 1901 primele zece familii de evrei religioși bulgari și români venite din Tzfat, Rosh Pina și Metula au găsit apă și s-au așezat în acest loc. În decembrie li s-au alăturat câțiva săteni din Metula,  iar in 1914-1915 mai multe familii de evrei venite din Yemen. Între colonisti au fost și subotnici convertiți la iudaism din Rusia.  
În 1904 a luat ființă în apropiere moșavul Beit Gan.
În 1902 s-au efectuat lucrări de largire a localității pentru uzul a 40 de familii, fiecare familie primind 30 hectare. Coloniștii s-au confruntat cu ostilitatea vecinilor arabi, și cu epidemia de holeră. în 1903 s-au recenzat 39 familii de evrei, între care 14 din România, 10 din Bulgaria , una din Kurdistan și alte 14 care au venit din Metula. Azriel Levi, din Bulgaria, cunoscut pentru dârzenia și puterea lui fizică, a fost numit muhtar al localității. În urma unei acuzații nefondate de ucidere a unui sătean arab, în 1910 Levi și toate cele zece familii din Bulgaria au părăsit locul și s-au întors în Bulgaria.
Yavneel a fost în anii dinaintea Primului Război Mondial un centru al activității organizației evreiești de apărare „Hashomer” (Straja)
În timpul Războiului localitatea a găzduit refugiați evrei izgoniți de autoritățile otomane din Tel Aviv și din centrul tarii.

### Perioada mandatului britanic în Palestina
În 1920 s-a înființat la Yavneel Hitahdut Hamoshavot BeYehuda ve Shomron - Asociația de colonii-(moshavot) din Iudeea și Samaria, cea mai veche miscare de așezare a fermierilor privați evrei în Palestina.
La recensământul din 1922 Yavneel-Yamma avea o populație totală de 447 locuitori: 88 musulmani și 365 evrei. 
 
În 1931 s-au numărat tot 447 locuitori, din care 56 musulmani și 391 evrei, cu un total de 101 case.  Yavneel era in acel moment cea mai mare așezare agricolă evreiască e tip moshavá din Galileea de Jos.
În cursul revoltei arabe din 1936-1939, în 1937 trei locuitori evrei au fost omorâți de rebeli arabi pe drumul dintre Yavneel și Beit Gan. O nouă așezare evreiască din apropiere, a fost numită în amintirea lor Mishmar Hashlosha, (adică Garda celor Trei)   
În 1945 Yavneel avea 590 locuitori, cu toții evrei. 
În 1947 pe ogoarele așezării s-a improvizat un teren de aterizare pentru a permite sosirea de refugiați evrei din Irak și din Italia.

### Statul Israel

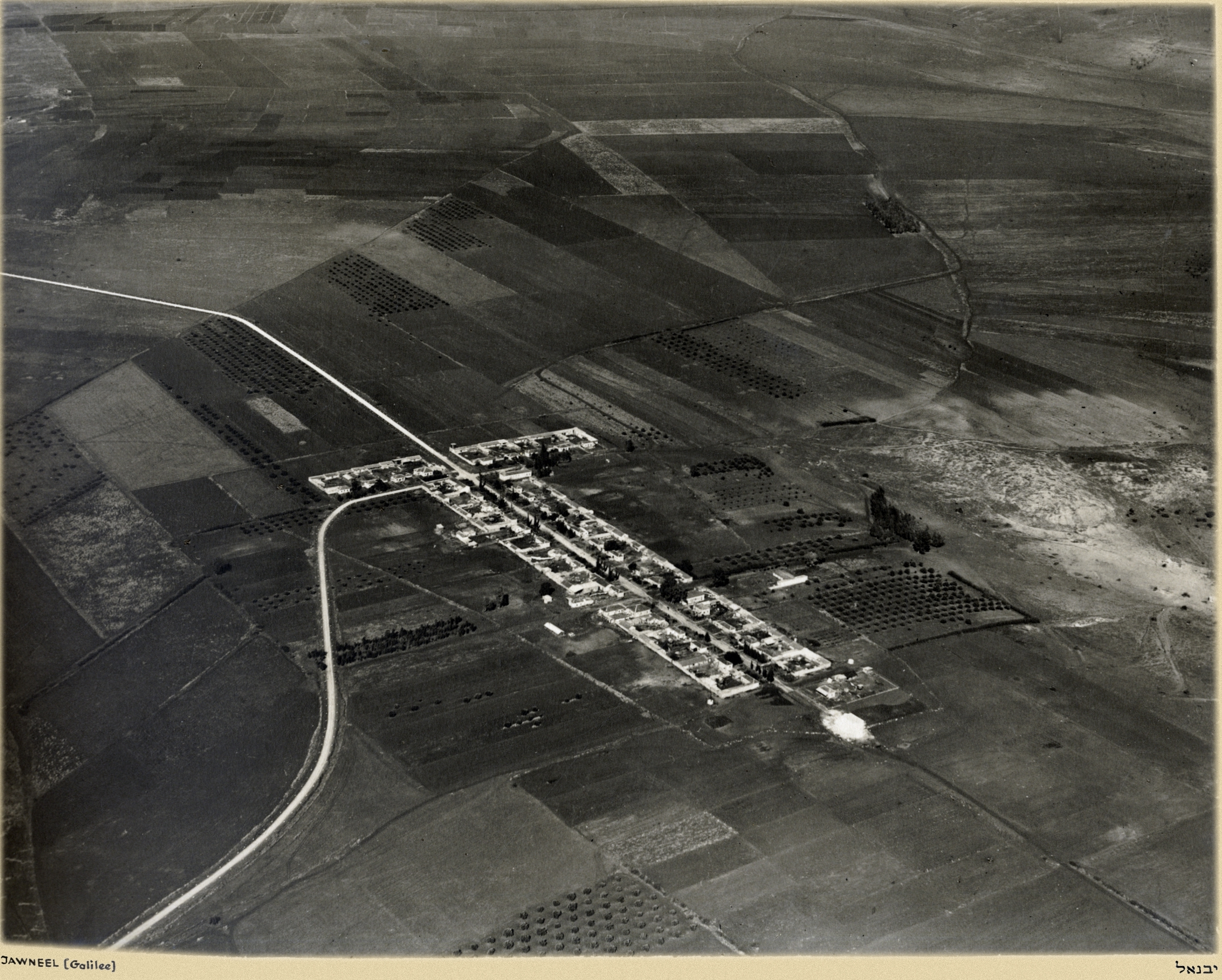
Vedere aeriană a Yavneelului în 1937–1938. Fotografie de Zoltan Kluger

În 1951 Yavneel a fost declarat consiliu local, care a inclus și așezările limitrofe Beit Gan, Mishmar Hashloshá și după 1956 moșavul Smadar, aflat ceva mai departe.
La Yavneel se afla sediul Uniunii Fermierilor din Israel, un sediu al Escadrei Galileei și al Brigăzii Golani.
În anii 1970 -1980 au funcționat la Yavneel  140 gospodării de legumicultură, in care se cultivau ardei, castraveti, dovleci, etc. În anii 2000 majoritatea gospodăriilor au fost părăsite din motive economice, mai rămânând trei crescători de legume, două grajduri, o crescătorie de flori etc 
Generațiile tinere ale familiilor fondatorilor au părăsit în mare parte localitatea.
38 din fiii localității au căzut in războaiele pentru apărarea Israelului.

### Comunitatea de hasidim Breslav
În 1986 rabinul Eliezer Shlomo Schick venit din New York a înființat la Yavneel o curte a hasidismului Breslav, formată în mare parte din persoane care s-au pocăit (baalei teshuvá), alegând modul de trai ultraortodox (haredit). În 2015 numărul locuitorilor din această comunitate a ajuns la 400 familii, reprezentând 30% din locuitori. Comunitatea a înființat sinagogi, școli religioase de fete și băieți și ieșive.
Rabinul Schick a murit in 2015 și mormântul său aflat în cimitirul localității a devenit un loc de pelerinaj, prevazut cu o sinagogă. Comunitatea hasidică s-a divizat în mai multe obști Hasidimilor Breslav li s-au alăturat în anii următori hasidim Habad și haredim „lituanieni”.

### Comunități alternative
Începând din 2015 s-au stabilit în Depresiunea Yavneel fermieri cu principii ecologiste care au înființat circa 40 ferme mici, din care 20 permanente. 
A luat fiinta in localitate o comunitate de pedagogie  antroposofică, de circa 150 familii, ai căror copii frecventează o școală în pădure, două grădinițe și un cămin de copii.

## Demografie
| Anul         | 1949 | 1961  | 1972  | 1983  | 1995  | 2001  | 2003  | 2004  | 2005  | 2006  | 2007  | 2008  | 2009  | 2010  | 2011  | 2012  | 2013  | 2014  |
| ------------ | ---- | ----- | ----- | ----- | ----- | ----- | ----- | ----- | ----- | ----- | ----- | ----- | ----- | ----- | ----- | ----- | ----- | ----- |
| Nr.locuitori | 916  | 1 580 | 1 427 | 1 458 | 1 952 | 2 410 | 2 703 | 2 747 | 2 786 | 2 878 | 2 933 | 3 090 | 3 350 | 3 451 | 3 686 | 3 886 | 4 029 | 4 080 |

* numărul din 1949 include si  pe cel al locuitorilor din Beit Gan și Mishmar Hashlosha